# Robert Louis Dressler
Pour les articles homonymes, voir Dressler.
Robert Louis Dressler, né le 2 juin 1927 et mort le 15 octobre 2019, est un botaniste américain puis également costaricien. Il a vécu au Costa Rica et a été chercheur au Jardin botanique de Lankester (JBL) de l'Université du Costa Rica (UCR) pendant 11 ans.

## Biographie
Il a été le coordonnateur de la recherche et le directeur du JBL, ainsi que professeur émérite à l'École de biologie de l'UCR.
Il obtient son doctorat de l'Université Harvard. Sa production scientifique comprend plus de 200 articles et plusieurs livres d'importance universelle. Cela a fait de lui l'un des chercheurs les plus productifs dans le domaine de la botanique, notamment dans la connaissance de la diversité et de l'histoire naturelle des orchidées.
Au cours de ses onze années en tant que chercheur au JBL, Dressler a développé plusieurs projets de recherche sur les orchidées et supervisé plusieurs thèses de maîtrise et de baccalauréat. Au cours de ses dernières années, son principal intérêt était les Sobralia, grand genre d'orchidées aux fleurs remarquables, appelées « fleur du jour », qui fleurissent tôt le matin et perdent leurs fleurs la nuit.
Sa plus grande contribution à la botanique, comme il l'a lui-même commenté dans une interview, est d'avoir fait une classification de divers groupes d'orchidées dans le monde, en mettant l'accent sur l'Amérique et notamment l'Amérique centrale.
Il a rappelé que ses études sur la classification des espèces végétales ont été faites sur la base d'une revue de la littérature disponible et de nombreuses observations, qui diffèrent des techniques d'analyse ADN existant aujourd'hui.
Le chercheur a découvert et publié plus de 500 taxons végétaux et une centaine d'espèces d'orchidées portent son nom. Malgré sa renommée de botaniste, il était également très intéressé par les abeilles et les poissons. « Il était l'un des rares véritables naturalistes au monde », aurait déclaré le JBL dans un communiqué.
Lors d'un hommage rendu à l'École de biologie au chercheur décédé, le Dr Mario Blanco Coto, ancien directeur du JBL, a assuré que Dressler était « l'orchidologue le plus en vue et le plus influent de la seconde moitié du 20e siècle ».
L'universitaire a raconté comment le botaniste a établi ses communications avec le Costa Rica. « Dressler a commencé à visiter le pays au milieu des années 1960 et est rapidement entré en contact et en collaboration avec le Dr Rafael Lucas Rodríguez Caballero, le premier orchidologue du Costa Rica et l'un des professeurs fondateurs de l'École de biologie, puis avec Licda. Dora Emilia Mora de Retana, première directrice du Jardin botanique de Lankester, de l'UCR », a-t-il commenté.
Ainsi, il a commencé à offrir des cours spécialisés à l'UCR sur ce sujet. Plus tard, dans les années 1990, il a travaillé intensivement sur le manuel des plantes du Costa Rica, publié en 2003 par le Missouri Botanical Garden.
Dressler et son épouse Kerry ont déménagé au Costa Rica en 2004. De 2005 à 2016, il a travaillé comme chercheur et enseignant au JBL, aboutissant ainsi à une longue et productive carrière scientifique. À la fin de sa vie, après sa retraite, il acquiert la nationalité costaricienne.
Il aura travaillé au Costa Rica, au Guatemala, au Mexique, au Panama, aux États-Unis au Venezuela.
Il meurt à l'âge de 92 ans le 15 octobre 2019, à son domicile de Paraíso de Cartago.

## Quelques publications
- (en) Robert L. Dressler et Franco Pupulin, « SOME PROBLEMS IN TRICHOPILIA (ORCHIDACEAE: ONCIDIINAE) WITH TWO NEW SPECIES OF MODEST FLOWER SIZE », Harvard Papers in Botany, vol. 10, no 1,‎ 2005, p. 89–93 (ISSN 1043-4534, lire en ligne, consulté le 12 décembre 2020)
- (en) Robert L. Dressler, W. Mark Whitten et Norris H. Williams, « Phylogenetic Relationships of Scaphyglottis and Related Genera (Laeliinae: Orchidaceae) Based on nrDNA ITS Sequence Data », Brittonia, vol. 56, no 1,‎ 2004, p. 58–66 (ISSN 0007-196X, lire en ligne, consulté le 12 décembre 2020)
- (en) Robert L. Dressler, « Mesoamerican Orchid Novelties 3 », Novon, vol. 10, no 3,‎ 2000, p. 193–200 (ISSN 1055-3177, DOI 10.2307/3393099, lire en ligne, consulté le 12 décembre 2020)
- (en) Robert L. Dressler, « New Species and Combinations in Costa Rican Orchids », Novon, vol. 7, no 2,‎ 1997, p. 120–126 (ISSN 1055-3177, DOI 10.2307/3392183, lire en ligne, consulté le 12 décembre 2020)
- (en) Robert L. Dressler, The Orchids: Natural History and Classification, Harvard University Press, 1990 (ISBN 978-0-674-87526-5, lire en ligne)
- (en) Robert L. Dressler, Field Guide to the Orchids of Costa Rica and Panama, Cornell University Press, 7 juin 2019 (ISBN 978-1-5017-3414-4, lire en ligne)
- (en) Robert L. Dressler, Phylogeny and Classification of the Orchid Family, Cambridge University Press, 29 avril 1993 (ISBN 978-0-521-45058-4, lire en ligne)